# Les 39 Marches (film, 1978)
Pour les articles homonymes, voir Les 39 Marches.
Pour plus de détails, voir Fiche technique et Distribution.
Les 39 Marches (The 39 Steps) est un film d'espionnage britannique réalisé par Don Sharp, sorti en 1978, adapté du roman homonyme de John Buchan.

## Synopsis
En 1914, Richard Hannay, un ingénieur des mines vivant en Afrique du Sud, est en visite en Grande-Bretagne. Il se retrouve mêlé à une affaire d'espionnage.

## Fiche technique
- Titre français : Les 39 Marches
- Titre original : The Thirty Nine Steps
- Réalisation : Don Sharp
- Scénario : Michael Robson, basé sur la nouvelle Les 39 Marches de John Buchan (1915)
- Musique : Ed Welch
- Photographie : John Coquillon
- Montage : Eric Boyd-Perkins
- Producteur : Greg Smith
- Société de production : Norfolk International Pictures
- Société de distribution : Rank Film Distributors
- Pays de production :  Royaume-Uni
- Langue originale : anglais britannique
- Format : couleur – 35 mm – 1.85:1 – son : mono
- Genre : espionnage, thriller
- Durée : 99 minutes
- Dates de sortie : 
  - Royaume-Uni : 23 novembre 1978
  - France : 2 mai 1979

## Distribution
- Robert Powell (VF : Bernard Murat) : Richard Hannay
- David Warner (VF : Michel Le Royer) : Sir Edmund Appleton
- Eric Porter (VF : Jean-Claude Michel) : Superintendant Lomas
- Karen Dotrice (VF : Evelyn Selena) : Alex Mackenzie
- John Mills (VF : Henri Poirier) : Scudder
- Ronald Pickup (VF : Philippe Ogouz) : Bayliss
- Donald Pickering : Marshall
- Miles Anderson (VF : Yves-Marie Maurin) : David Hamilton
- Timothy West : Porton
- George Baker (VF : Michel Gudin) : Sir Walter Bullivant
- Andrew Keir (VF : Yves Brainville) : Lord Rohan
- William Squire (VF : Jean Berger) : Lord Harkness
- Paul McDowell : McLean
- David Collings (VF : Sady Rebbot) : Tillotson
- Edward de Souza (VF : Sady Rebbot) : Woodville
- John Grieve (VF : Edmond Bernard) : Ian Forbes

## Autres adaptations
- 1935 : Les 39 Marches (The 39 Steps), film britannique d'Alfred Hitchcock
- 1959 : Les 39 Marches (The 39 Steps), film britannique de Ralph Thomas
- 2008 : Les 39 Marches (The 39 Steps), téléfilm britannique de James Hawes

## Parodie
- 2009-2010 : Les 39 Marches, au Théâtre La Bruyère, mise en scène d'Éric Métayer, avec Éric Métayer, Andréa Bescond, Christophe Laubion et Jean-Philippe Bèche